# Краут-рок
Краут-рок (нім. Krautrock, також називається kosmische Musik, нім. «космічна музика») — широкий жанр експериментального року, що розвинувся в Західній Німеччині наприкінці 1960-х — на початку 1970-х. Він виник у середовищі митців, які поєднували елементи психоделічного року, авангардної композиції та електронної музики, серед інших еклектичних джерел. Спільними елементами були гіпнотичні ритми, розширена імпровізація, техніка конкретної музики та ранні синтезатори, в той час як музика загалом відходила від ритм-енд-блюзового коріння та структури пісень, притаманних традиційній англо-американській рок-музиці. Видатні гурти жанру: Neu!, Can, Faust, Tangerine Dream, Kraftwerk, Cluster, Ash Ra Tempel, Popol Vuh, Amon Düül II і Harmonia.
Термін «краут-рок» був популяризований британськими музичними журналістами як жартівливий опис для різноманітної німецької сцени, і хоча багатьом артистам цей термін не подобався, він більше не вважається суперечливим для німецьких артистів у XXI столітті, хоча англомовні автори й залишаються критичними до нього. Рух частково народився з радикальних студентських протестів 1968 року, коли німецька молодь повстала проти спадщини своєї країни у Другій світовій війні та шукала популярну музику, відмінну від традиційної німецької та американської поп-музики. Цей період сприяв розвитку ембієнт-музики та техно, і вплинув на наступні жанри, такі як постпанк, нью-ейдж та пост-рок.

## Особливості
Краут-рок був описаний як широкий жанр, що охоплює різноманітні підходи, але зазвичай спирається на психоделію, авангардний колаж, електронні звуки та рок-музику, в той час як зазвичай характеризується «імпровізацією та гіпнотичними, мінімалістичними ритмами». Журнал Los Angeles Magazine охарактеризував жанр як «американську психоделіку, поєднану з крижаною німецькою відстороненістю». Melody Maker описав стиль як «де надмірні амбіції та нестримна дивакуватість ейсид-року кінця 60-х перевіряються та гальванізуються прото-панковим мінімалізмом… музика величезного масштабу, яка дивом уникнула бомбастичності прог-року». AllMusic описав його як такий, що розширюється на території, пов'язаній з артроком і прогресивним роком, але відходить від акценту американських і британських гуртів на джазових і класичних елементах на користь «гулкого, пульсуючого звуку, який більше завдячує авангарду, ніж рок-н-ролу».
Деякі спільні музичні риси, які демонструють краут-рок виконавці, включають в себе наступне:
- Поєднання елементів психоделічного року з електронною музикою або авангардними джерелами.[10][20]
- Гіпнотичні або мінімалістичні ритми, включаючи поширений ритм 4/4 «моторик».[11][19][21]
- Акцент на довгих повтореннях, текстурі та елементах дрона, а не на структурі пісні.[11][22][23]
- Використання синтезаторів і техніки конкретної музики.[11][24]
- Відхід від традиційного ритм-енд-блюзового коріння.[12]
- Розширена імпровізація.[10][25]

Незважаючи на спільний підхід і ставлення до поколінь серед артистів, видання New Statesman стверджує, що «по правді кажучи, немає двох краут-рок виконавців, які б звучали хоча б віддалено схожими один на одного. Порівняйте мрійливі синтезаторні Tangerine Dream з інопланетними шумовими колажами Faust або психоделічним фанком Can.» Однак, спільною рисою є «моторик»-ритм 4/4, який часто використовувався барабанщиками, що асоціюються з краут-роком, і характеризувався важким, пульсуючим грувом бас-барабана, що створював відчуття руху вперед. Моторик-біт використовували Can у пісні «Mother Sky», Neu! на своєму дебютному альбомі та Kraftwerk у пісні «Autobahn» на однойменному альбомі, пізніше його перейняли й інші краут-рок гурти. Він широко використовувався в багатьох різних стилях музики за межами краут-року. Згідно XLR8R, термін «краут-рок» часто використовується критиками для позначення «заворожуючих мотоциклетних ритмів, започаткованих Can і Neu!», але вони стверджують, що «вони представляють лише крихітну частину музики, яка з'явилася в Німеччині під час Золотого віку краут-року».

## Походження та вплив

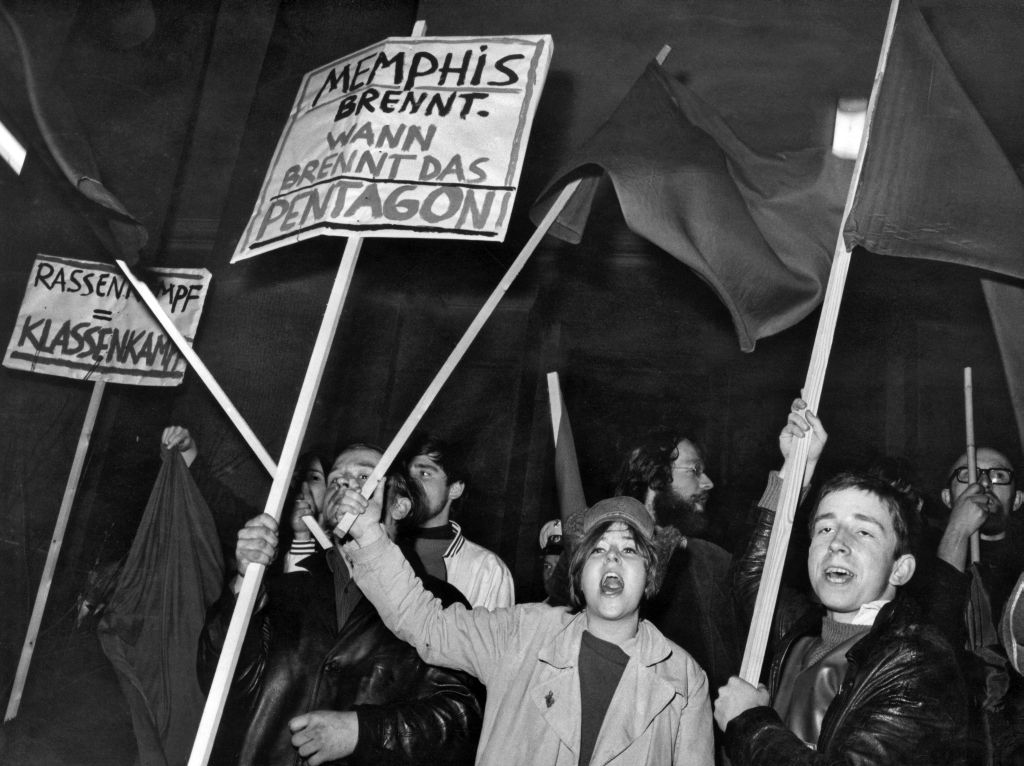
Протест німецьких студентів 1968 року

Краутрок виник у Західній Німеччині протягом 1960-х — початку 1970-х. Музика була частково натхненна широкими культурними подіями, такими як революційний німецький студентський рух 1968 року, коли багато молодих людей мали як політичні, так і естетичні занепокоєння. Молодь повставала як проти домінуючого американського впливу, так і проти консервативних німецьких розваг, таких як шлагерна музика, прагнучи звільнитися від нацистської спадщини Німеччини часів Другої світової війни та створити нову популярну культуру. Дітер Моебіус, учасник гуртів Cluster та Harmonia, зазначив, що «ми багато часу проводили на вулицях замість того, щоб вчитися. Будучи молодими, ми не дуже пишалися тим, що ми німці […] ми всі втомилися слухати погану німецьку музику та імітації американської музики. Щось мало статися». У русі митці поєднували елементи різних жанрів, таких як психоделічний рок, авангардні форми електронної музики, фанк-ритм, джазові імпровізації та «етнічні» музичні стилі, зазвичай відображаючи «справжнє почуття трепету та здивування».
—Жан-Ерве Перон з гурту Faust.
Основний вплив на цих німецьких артистів мали авангардні композитори Карлгайнц Штокгаузен і Террі Райлі, а також такі гурти, як The Mothers of Invention, Velvet Underground, Beatles, і Pink Floyd. Значний вплив мала творчість американських мінімалістів, таких як Райлі, Тоні Конрад і Ла Монте Янг, а також альбоми джазового музиканта Майлза Девіса кінця 60-х років, зокрема його робота в стилі джаз-ф'южн In a Silent Way (1969). Вплив Джимі Гендрікса і Джеймса Брауна на музикантів краут-року також був помітним. Деякі артисти черпали ідеї з класичної музики XX століття та конкретної музики, зокрема композитора Штокгаузена (з яким, наприклад, раніше навчалися Ірмін Шмідт та Хольгер Чукай з Can), а також з нових експериментальних напрямків, що з'явилися в джазі протягом 1960-х та 1970-х років (головним чином, фрі-джазові твори Орнетта Коулмана або Альберта Айлера). Відійшовши від шаблонів пісенної структури та мелодики більшої частини рок-музики в Америці та Великій Британії, дехто з представників цього напрямку був схильний до механічного і електронного звучання.

## Етимологія
Приблизно до 1973 року визначення Deutsch-Rock («німецький рок») використовувалося для позначення нових гуртів із Західної Німеччини. Іншими назвами, якими кидалася британська та американська музична преса, були «тевтонський рок», «Überrock» та «геттердаммерський рок». Музична преса Західної Німеччини спочатку використовувала термін «краут-рок» як зневажливий, але він втратив свою стигматизацію після того, як ця музика здобула успіх у Великій Британії. Цей термін походить від етнічного прізвиська «краут». «Краут» у німецькій мові може означати трави, бур'яни та наркотики.
Термін був вперше використаний лейблом Virgin Records у 1972 році. Різні джерела стверджують, що «краут-рок» спочатку був жартівливим терміном, вигаданим на початку 1970-х років британським диск-жокеєм Джоном Пілом, або британською музичною газетою Melody Maker, в якій експериментальні німецькі гурти знайшли ранню і захоплену аудиторію. Однак перше використання терміна було знайдено в рекламі на всю сторінку від Popo Music Management та Bacillus Records, що просувала німецький рок у Великій Британії у квітні 1971. Музика, що з'явилася в Німеччині, вперше була широко висвітлена у трьох паралельних випусках британської музичної газети New Musical Express у грудні 1972 журналістом Ієном Макдональдом.
Ці музиканти, як правило, відкидали назву «краут-рок». Так само було і з «космічною музикою» («kosmische Musik»). Музикознавець Джуліан Коуп у своїй книзі Krautrocksampler стверджує, що «краут-рок — це суб'єктивне британське явище», засноване на тому, як музику сприймали у Великій Британії, а не на реальній західнонімецькій музичній сцені, з якої він походив. До прикладу, хоча одна з головних груп, яку спочатку називали краут-роком, Faust, записала знаковий 12-хвилинний трек, який вони назвали «Krautrock», пізніше вони дистанціювалися від цього терміна, заявивши: «Коли англійці почали говорити про краут-рок, ми думали, що вони просто знущаються з нас… і коли ви чуєте так званий 'ренесанс краут-року', це змушує мене думати, що все, що ми робили, було марним».

## Kosmische Musik
Kosmische Musik («космічна музика») — термін, який увійшов у вжиток раніше за «краут-рок» і якому надавали перевагу деякі німецькі виконавці, яким не подобалося англійське визначення; сьогодні він часто використовується як синонім краут-року. Більш конкретно, він може описувати німецьку електронну музику 1970-х років, яка використовувала синтезатори та включала теми, пов'язані з космосом або потойбіччям; він також використовується як німецький аналог англійського терміна «спейс-рок». Стиль часто був інструментальним і характеризувався «космічними», ембієнтними звуковими ландшафтами. Артисти використовували синтезатори, такі як EMS VCS 3 і Moog Modular, а також ефекти обробки звуку та підходи на основі магнітофонних записів. Вони здебільшого відкидали умовності рок-музики, а натомість спиралися на «серйозні» електронні композиції.
Термін «kosmische Musik» був запропонований Едгаром Фрезе і пізніше використаний продюсером Рольфом-Ульріхом Кайзером як маркетингова назва для таких артистів, як Ash Ra Tempel, Tangerine Dream і Клауса Шульце. Наступного року лейбл Рольфа-Ульріха Кайзера Ohr Records використав цей термін, випустивши компіляцію Kosmische Musik (1972), до якої увійшли треки Tangerine Dream, Клауса Шульце, Ash Ra Tempel і Popol Vuh. Згодом Кайзер почав називати цей стиль «космічним роком», щоб підкреслити, що музика належить до рок-ідіоми. Німецький продюсер Конні Планк був центральною фігурою космічного звучання, наголошуючи на текстурі, звукових ефектах і техніці монтажу на основі магнітофонної стрічки. Планк відповідав за такі kosmische-записи як Autobahn гурту Kraftwerk, Neu! '75 гурту Neu! і Zuckerzeit гурту Cluster.
Деякі з цих артистів пізніше дистанціювалися від цього терміна. Іншими назвами стилю та піджанрів були «Берлінська школа» та «Дюссельдорфська школа», обидві з яких визнані та активно розвиваються такими артистами, як Node, Мартін Штурцер, Propaganda, Kraftwerk, Tannheuser та Фріц Майр, починаючи з 1980-х років і до сьогоднішнього дня. Пізніше цей стиль привів до розвитку музики нью-ейдж, з якою він мав багато спільних рис. Він також мав тривалий вплив на подальшу електронну музику та авангардний рок.

## Спадок і вплив
Краут-рок виявився дуже впливовим на низку інших музичних стилів і напрямків. Серед перших сучасних ентузіастів за межами Німеччини були Hawkwind і, зокрема, Дейв Брок, який нібито написав ноти для британського видання першого альбому Neu!. Реліз гурту Faust The Faust Tapes згадується деякими музикантами, які виросли на початку 1970-х років, такими як Джуліан Коуп, який завжди називав краут-рок своїм впливом і написав книгу Krautrocksampler на цю тему. Цей жанр також мав сильний вплив на альбом Девіда Бові Station to Station (1976), а експерименти, на які він надихнув, призвели до його «Берлінської трилогії».
Перший альбом Ash Ra Tempel, випущений у 1971 році, вплинув на подальший розвиток краут-рокової музики.
Kosmischer Läufer — шотландсько-німецький музичний проєкт, перша частина якого вийшла у 2013 році, презентує себе як музичну збірку, яку нібито використовували східнонімецькі спортсмени під час своїх тренувань. Музика несе в собі надмірне натхнення та прийоми жанру краут-рок.
Сучасні гурти, такі як Osees і King Gizzard & the Lizard Wizard, описують як краут-рок, або відзначають вплив цього жанру на їхні стилі.